# Hold Tight (Madonna)
Hold Tight è un brano musicale della cantante statunitense Madonna, estratto come quarto singolo dal suo tredicesimo album di inediti Rebel Heart del 2015.

## Descrizione
Il brano è stato scritto e composto da Madonna, Diplo, MoZella, Toby Gad, Ariel Rechtshaid e MNEK e prodotto da Madonna.
Originariamente Hold Tight avrebbe dovuto essere messo in commercio il 14 febbraio 2015 come singolo apripista di Rebel Heart, ma la sua pubblicazione è stata anticipata al 9 febbraio, sul canale Youtube della cantante, assieme ai singoli Iconic e Joan of Arc. Il successivo 24 luglio è stata pubblicata come singolo promozionale per le radio italiane.

## Classifiche
| Classifica (2015)   | Posizione massima |
| ------------------- | ----------------- |
| Cile                | 55                |
| Francia             | 92                |
| Italia (airplay)    | 33                |
| Spagna              | 37                |
| Ungheria (download) | 27                |